# Winwick (Cambridgeshire)
Winwick – wieś w Anglii, w hrabstwie Cambridgeshire, w dystrykcie Huntingdonshire. Leży 42 km na północny zachód od miasta Cambridge i 102 km na północ od Londynu.